# Odontesthes
Odontesthes é um género de peixes pertencente à família Atherinopsidae, nativo da região neotropical.

## Espécies
O género Odontesthes inclui as seguintes espécies:
- Odontesthes argentinensis (Valenciennes, 1835)
- Odontesthes bicudo L. R. Malabarba & Dyer, 2002
- Odontesthes bonariensis (Valenciennes, 1835)
- Odontesthes brevianalis (Günther, 1880)
- Odontesthes gracilis (Steindachner, 1898)
- Odontesthes hatcheri (C. H. Eigenmann, 1909)
- Odontesthes humensis F. de Buen, 1953
- Odontesthes incisa (Jenyns, 1841)
- Odontesthes ledae L. R. Malabarba & Dyer, 2002
- Odontesthes mauleanum (Steindachner, 1896)
- Odontesthes mirinensis Bemvenuti, 1996
- Odontesthes nigricans (J. Richardson, 1848)
- Odontesthes orientalis F. de Buen, 1950
- Odontesthes perugiae Evermann & Kendall, 1906
- Odontesthes piquava L. R. Malabarba & Dyer, 2002
- Odontesthes platensis (C. Berg, 1895)
- Odontesthes regia (Humboldt, 1821)
- Odontesthes retropinnis (F. de Buen, 1953)
- Odontesthes smitti (Lahille, 1929)
- Odontesthes wiebrichi (C. H. Eigenmann, 1928) — validade incerta
- Odontesthes yucuman Wingert, Ferrer & Malabarba, 2017